# جام ملت‌های آمریکای جنوبی ۱۹۱۷
جام ملت‌های آمریکای جنوبی ۱۹۱۷ (انگلیسی: 1917 South American Championship) دومین دوره جام ملت‌های آمریکای جنوبی می‌باشد. این دوره نیز همانند دوره اول با حضور چهار تیم برگزار شد که در انتها تیم اروگوئه همانند دوره قبل موفق به قهرمانی شد و دومین مقام قهرمانی خود را در این جام بدست آورد.

## شیوه برگزاری

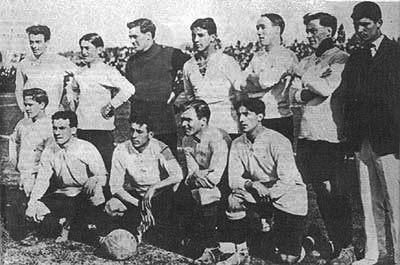
تیم ملی فوتبال اروگوئه قهرمان مسابقات

هیچ مسابقه مقدماتی برای ورود به مرحله نهایی مسابقات وجود نداشت. کشورهای شرکت کننده آرژانتین، برزیل، شیلی و اروگوئه بودند. همه تیم‌ها در یک گروه قرار گرفتند و با یکدیگر به رقابت پرداختند. تیمی که بهترین نتیجه را کسب کرد بعد از مسابقات قهرمان شد. دو امتیاز برای برد، یک امتیاز برای تساوی و صفر برای یک شکست در نظر گرفته شد.

## ورزشگاه‌ها
همه بازی‌ها در ورزشگاه Parque Pereira، یک ورزشگاه ۴۰٬۰۰۰ نفری در مونته‌ویدئو انجام شد.
| مونته‌ویدئو     |
| -------------- |
| Parque Pereira |
| ظرفیت: ۴۰٬۰۰۰  |
|                |

## مسابقات
| تیم      | بازی | برد | مساوی | باخت | گل زده | گل خورده | تفاضل گل | امتیاز |
| -------- | ---- | --- | ----- | ---- | ------ | -------- | -------- | ------ |
| اروگوئه  | ۳    | ۳   | ۰     | ۰    | ۹      | ۰        | +۹       | ۶      |
| آرژانتین | ۳    | ۲   | ۰     | ۱    | ۵      | ۳        | +۲       | ۴      |
| برزیل    | ۳    | ۱   | ۰     | ۲    | ۷      | ۸        | −۱       | ۲      |
| شیلی     | ۳    | ۰   | ۰     | ۳    | ۰      | ۱۰       | −۱۰      | ۰      |

| اروگوئه                                       | ۴–۰ | شیلی |
| --------------------------------------------- | --- | ---- |
| Pizo ۲۰'، ۶۲' (پنالتی) · آنخل رومانو ۴۴'، ۷۵' |     |      |

| آرژانتین                                                            | ۴–۲ | برزیل                               |
| ------------------------------------------------------------------- | --- | ----------------------------------- |
| پدرو کالمینو ۱۵' · Ohaco ۵۶' (پنالتی)، ۵۸' (پنالتی) · A. Blanco ۸۰' |     | نکو ۸' · سیلویو لاگرکا ۳۹' (پنالتی) |

| آرژانتین              | ۱–۰ | شیلی |
| --------------------- | --- | ---- |
| García ۷۶' (گل‌به‌خودی) |     |      |

| اروگوئه                                                   | ۴–۰ | برزیل |
| --------------------------------------------------------- | --- | ----- |
| هکتور اسکارونه ۸' · آنخل رومانو ۱۷'، ۷۷' · C. Scarone ۸۶' |     |       |

| برزیل                                                         | ۵–۰ | شیلی |
| ------------------------------------------------------------- | --- | ---- |
| Caetano ۲۱' · نکو ۲۳' · Haroldo ۲۶'، ۵۹' · آمیلکار باربوی ۴۱' |     |      |

| اروگوئه            | ۱–۰ | آرژانتین |
| ------------------ | --- | -------- |
| هکتور اسکارونه ۶۲' |     |          |

## نتیجه
| جام ملت‌های آمریکای جنوبی ۱۹۱۷ |
| ----------------------------- |
| · اروگوئه · دومین عنوان       |

## گلزنان
۴ گل
- آنخل رومانو

۲ گل
| - Alberto Ohaco - Haroldo | - Pizo - هکتور اسکارونه |  |

۱ گل
| - Antonio Blanco - پدرو کالمینو | - آمیلکار باربوی - Caetano | - سیلویو لاگرکا |

- Carlos Scarone

گل به خودی
- Luis García (for Argentina)